# Hugues de Beauvais
Hugues de Beauvais (né avant 970 - mort avant mai 1008) était un aristocrate français du Moyen Âge qui fut comte du palais ou comte palatin du royaume après 991 et jusqu'à sa mort.

## Biographie
Hugues de Beauvais est probablement un membre de la famille des comtes de Blois, un petit-fils, de Thibaud le Tricheur († vers 976), et un fils de l'archevêque de Bourges Hugues de Blois († 986) ; ses autres origines, cognatiques, suggérées auparavant par Christian Settipani ou Jean-Noël Mathieu, le rattachent à la famille des comtes de Laon.
Fidèle courtisan du roi Robert II le Pieux depuis l'adolescence du Capétien, ce dernier le nomme comte du palais après son accession au trône.
Pour le domaine royal, il sera également gruyer de la forêt d'Yveline. Il s'imposera comme avoué de l’Église d'Orléans.
Il représentera son cousin Eudes II de Blois pour le comté de Dreux (les Blois sont alors comtes de Dreux et de Beauvais), en s'appuyant sur la seigneurie châtelaine de Nogent.
En 1004, Foulque Ier est élu à l'évêché d'Orléans. Pour cela, il a sollicité l’aide de Hugues de Beauvais qu’il connaît, en échange de biens appartenant à l’église Sainte-Croix d’Orléans. Foulques était auparavant abbé de Saint-Lucien de Beauvais.
A la fin de l’année 1006 l’équilibre entre faction angevine et blésoise à la cour est rompu par un rapprochement entre le roi, le comte de Blois et l’archevêque de Tours sous l'influence de Hugues de Beauvais. Ce dernier favorise même le retour de Berthe, comtesse de Blois, dans le lit du roi Robert. Ce dernier part ensuite à Rome pour tenter de faire annuler son second mariage.
Le comte d’Anjou Foulques Nerra envoie une douzaine de ses fidèles dans une opération de représailles contre le comte du palais (peut être en date du 9 juillet 1007). Les angevins perpètrent leur crime lors d’une partie de chasse royale près d'Orléans puis prennent la fuite vers la principauté angevine. Mais le crime est grave : l’assassinat d’un Grand du royaume qui s’effectue quasiment sous les yeux du roi revenu de Rome.
En mai 1008, a lieu le synode au palais royal de Chelles où sont présents treize évêques. La mémoire de Hugues y est honorée. Le comte d'Anjou et ses vassaux risquent l'excommunication. Foulques Nerra ne s’est pas présenté et se fait représenter par l’abbé Hubert de Saint-Aubin d'Angers et Fulbert de Chartres lui obtient un délai. Mais à Chelles, le règlement du contentieux qui oppose l'abbé de Fleury Gauzlin à son diocésain, l'évêque d'Orléans, ne satisfait pas le pape qui envoie alors son légat, Pierre de Piperno. 
À la fin de l'année le comte d'Anjou, auparavant réfugié à Rome et bénéficiant de la protection du pape, repart en pèlerinage en Terre Sainte, cela lui permet d’éviter la justice royale tout en expiant ses fautes. A la Pâques 1009, un nouveau synode avec a priori le légat se tient au palais royal de Compiègne. Les 12 conjurés angevins, vassaux du comte, bénéficieront de la clémence royale.

## Famille
C'est l'aîné d'une fratrie incluant Roger Ier de Blois, évêque de Beauvais, et Héloïse de Pithiviers.
Son épouse n'est pas connue, les études de l'historien et archéologue Adolphe de Dion la rattachent à la région de Nogent-le-Roi et d'Épernon. Il n'a pas d'héritier.